# Loachapoka (Alabama)
Loachapoka é uma cidade  localizada no estado americano de Alabama, no Condado de Lee.

## Demografia
Segundo o censo americano de 2000, a sua população era de 165 habitantes.
Em 2006, foi estimada uma população de 162, um decréscimo de 3 (-1.8%).

## Geografia
De acordo com o United States Census Bureau, a localidade tem uma área de 3,0 km², sem área coberta por água. Loachapoka localiza-se a aproximadamente 207 m acima do nível do mar.

## Localidades na vizinhança
O diagrama seguinte representa as localidades num raio de 24 km ao redor de Loachapoka.